# Neohesperidose

SNFG-Darstellung von Neohesperidose

Neohesperidose (2-O-α-L-rhamnopyranosyl-D-glucosid) ist ein Disaccharid, das aus je einer Einheit Rhamnose und Glucose besteht. Sie ist strukturell eng verwandt mit Rutinose (6-O-α-L-rhamnopyranosyl-D-glucosid).

## Vorkommen

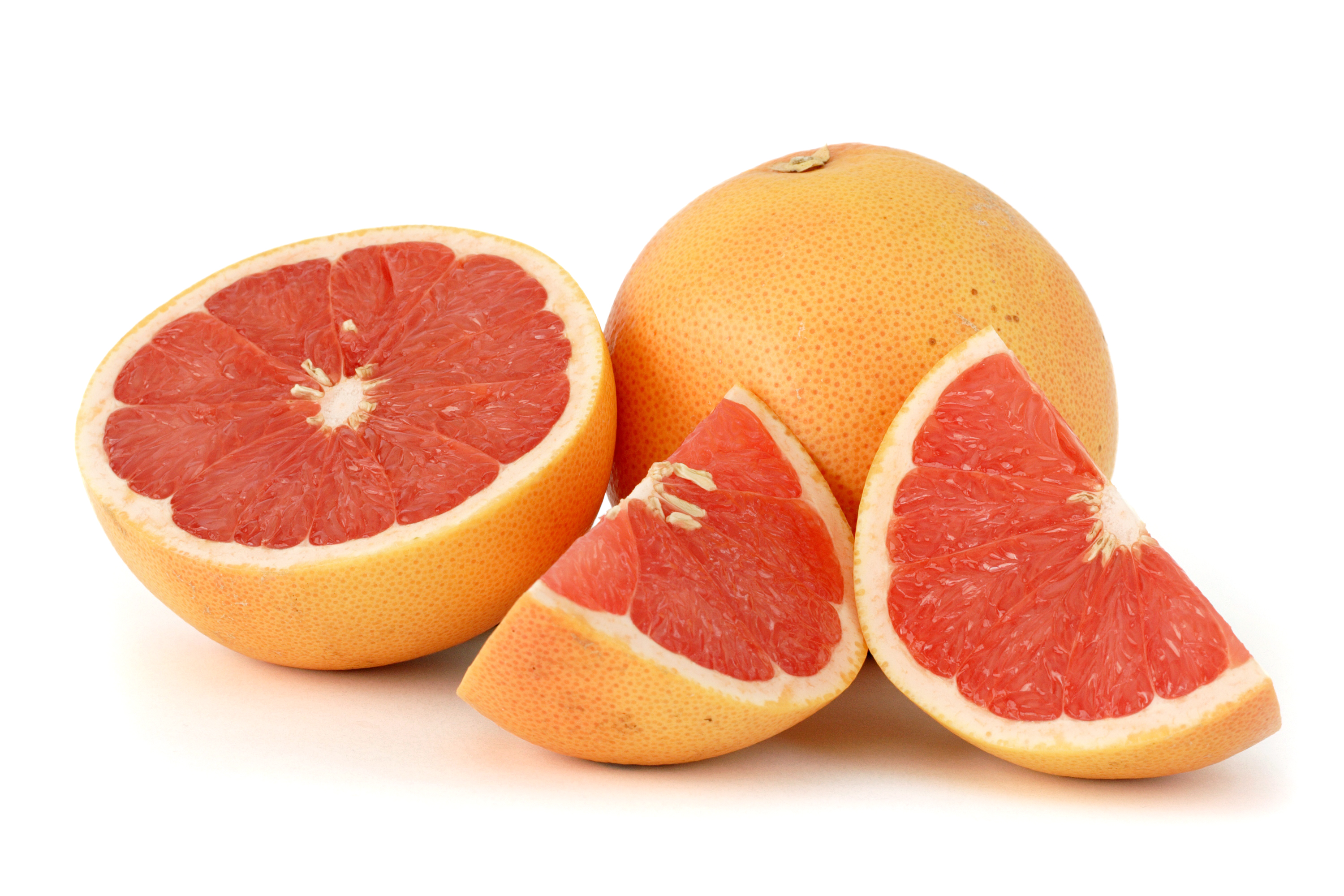
Grapefruit-Schale enthält Glycoside der Neohesperidose

Neohesperidose ist das Glycon verschiedener Glycoside, die in Zitrusfrüchten (insbesondere in der Schale) vorkommen. Dazu gehören Naringin aus Grapefruit und Pomelo, Poncirin aus Grapefruit und Poncirus trifoliata, sowie  Neohesperidin aus Citrus aurantium. Neohesperidose ist mitverantwortlich für den bitteren Geschmack dieser Verbindungen, da Hesperidin, das sich nur durch sein Glycon (Rutinose) von Neohesperidin unterscheidet, keinen bitteren Geschmack aufweist.
Im Farn Cheilanthes fragrans kommen zwei weitere Glycoside vor, die sich aus Quercetin und Neohesperidose, sowie Glucose oder Galactose zusammensetzen. Mehrere Arten der Gattung Podocarpus (darunter P. totara und P. nivalis) enthalten Anthocyanidine der Neohesperidose mit Cyanidin bzw. Delphinidin als Aglycon.

## Synthese
Eine Synthese ist möglich ausgehend von 1,3,4,6-Tetra-O-acetyl-α-D-glucopyranose und 2,3,4-Tri-O-acetyl-α-L-rhamnopyranosylbromid, welche zu Neohesperidose-Heptaacetat kondensiert werden. Dieses kann mit Natriummethanolat deacetyliert werden. Neohesperidose kann auch durch Acetolyse von Naringin mit Acetanhydrid und Schwefelsäure gewonnen werden.

## Eigenschaften
Während diverse Glycoside der Neohesperidose stark süß oder bitter schmecken, ist freie Neohesperidose geschmacklos.